# 泮村
泮村（반촌）是朝鲜王朝时泮民（반민，服务于成均馆儒生的奴婢）聚居的一个围绕汉阳成均馆的村庄。

## 名称
根据《礼记·王制》：「大学在郊，天子曰辟雍，诸侯曰泮宫」，朝鲜因为是明朝和清朝的藩属国，因此朝鲜的最高学术教育机关成均馆便是泮宫。因此，成均馆周围的村庄也就被称为了泮村，而当地人则是泮民。
在韩国书籍中，泮村一词第一次出现是在《宣祖实录》三十九年（万历34年）6月15日：
司諫院啓曰： 「館奴中， 頭頭可問人推捉事， 命下之後， 爲該曹者， 所當十分詳密， 或通于館官； 或題名捕捉， 使之從實處置， 而直送使令于泮村， 任其叫呼喧聒於聖廟之庭， 所聞極爲駭愕。 請該曹色郞廳推考， 其日作挐下人等， 摘發囚禁治罪。」 答曰： 「允。」

## 泮民
泮民多数是在成均馆学习的儒生们（多是两班苗裔）的仆役。但也有许多泮民的祖先是高丽末期名臣安珦释放的百余名奴婢。
根据《中宗实录》可见，在禁止杀牛取肉的朝鲜时代，泮民们往往会私宰耕牛而不受约束，并且会将这些禁肉供于儒生们的餐桌上。

## 泮村与天主教
纯宗朝时，朝鲜朝廷与地方两班大肆搜捕和屠杀全国各地的天主教徒，这一时期（辛酉邪獄）是朝鲜半岛天主教会最黑暗的时期。许多人逃往泮村寻求庇护，并在泮民的掩护躲过了血腥的迫害。现代成均馆大学的天主教学生社团有志于这段历史而将社团命名为泮村。